# Henry Burton
Pour les articles homonymes, voir Burton.
Henry Burton (1866-1935) est un homme politique d'Afrique du Sud, avocat, membre du parti sud-africain, ministre des finances de 1916 à 1917 et de 1920 à 1924 dans les gouvernements de Louis Botha et de Jan Smuts.

## Biographie
Henry Burton est né en 1866 au Cap, fils d'un magistrat, Francis Burton, et neveu d'un juge de la Cour Suprême. Il est éduqué au prestigieux Collège St Andrews à Grahamstown et est diplômé de l'université du Cap de Bonne Espérance en 1886.
En 1888, il s'installe à Kimberley, termine ses études de droit et commence son métier de juriste et d'avocat en 1892. En 1898, il entame une carrière politique et se présente sans succès au siège détenu par Cecil Rhodes. Il revient au Cap continuer sa carrière professionnelle et, durant la seconde guerre des Boers, prend la défense juridique des Afrikaners du Cap qui combattent au Transvaal et dans l'État libre d'Orange.
Son profil politique évolue et il s'oppose à la loi martiale et soutient le droit aux compensations des fermiers spoliés par les troupes britanniques. En 1902, il est élu au parlement. En 1910, il devient le tout premier ministre des affaires indigènes dans le nouveau gouvernement de L'union d'Afrique du Sud dirigé par Louis Botha.
À cette occasion, il rencontre les chefs africains hostiles à la loi de J. W. Sauer répartissant les terres entre blancs et non blancs. Il obtient la reconnaissance de plusieurs d'entre eux ainsi que de Solomon Plaatje qui le verra avec regret quitter le ministère des affaires indigènes pour celui des transports ferroviaires et des ports.
De 1916 à 1917 et de 1920 à 1924, Burton est le ministre des finances de Louis Botha puis de Jan Smuts. Il doit alors affronter et gérer la dépression et les grèves insurrectionnelles de 1922 qui ont lieu dans les mines et les quartiers ouvriers afrikaners. Aux élections de 1924, il est battu mais il reste le critique virulent des lois restreignant les droits des indigènes ou le défenseur de la franchise accordée aux métis du Cap.
Henry Burton meurt le 25 décembre 1935.